# Zeinab Sedky
Zeinab Sedky (en arabe : زينب صدقى) est une actrice égyptienne née le 15 avril 1895 en Égypte et morte le 15 décembre 1993 en Égypte.

## Biographie
Zeinab Sedky (de son vrai nom Mervate Ossman Sedky) a commencé sa carrière en 1917. Elle a été récompensée plusieurs fois en 1927 pour le meilleur rôle féminin dramatique, elle a été récompensée aussi en 1980 ainsi 1985 avec Zouzou Hamdi Elhakim.

## Filmographie
- 1933 : Kafar Aane Khetaatak
- 1934 : L'accusation : Zouzou
- 1936 : Zogue Bel Neyaba
- 1941 : Une femme dangereuse
- 1942 : Alla Masrah El Hayah : Ramzeya
- 1942 : L'accusée : Neehmate
- 1945 : El ssabre Tayeb
- 1945 : Gamal wa Dalal
- 1945 : Le premier mois
- 1945 : Madinete El Fagr
- 1945 : Un baiser en Liban : Zakeya Hanem
- 1945 : Une balle dans le cœur
- 1946 : Aawassef
- 1946 : L'Orpheline
- 1946 : Le Bossu : La mère de Fouad
- 1946 : Le Commandant de police : La mère de Mahmoud
- 1946 : Toujours dans mon cœur
- 1947 : Entre deux feux : La mère de Helmy
- 1947 : Inconnue Cordonnier
- 1947 : L'ennemi de la société
- 1948 : Fille de la Palestine
- 1949 : La femme de la maison : La mère de Nabil
- 1949 : Nadia
- 1950 : Le Faucon : la mère de Rached
- 1951 : Adieu mon amour : Adila
- 1951 : En dehors de la loi
- 1951 : La Fin d'un roman : Aïcha
- 1951 : La nuit de l'amour : La mère de Rochdi
- 1951 : Mes enfants
- 1952 : La femme du train : Baheya
- 1952 : Mostapha Kamel
- 1952 : Que c'est bon l'amour
- 1953 : Aaecha
- 1953 : Est ce que c'est ma faute ?
- 1953 : La mauvaise langue
- 1953 : Les femmes c'est tout
- 1953 : Waffa : La tante de Adel
- 1954 : J'ai failli abattre ma maison : La mère de Rakeya
- 1954 : La vie de l'amour
- 1954 : Le complot : Aïcha
- 1954 : Promesse
- 1955 : Amour et des larmes
- 1955 : Aziza : La directrice de l'école
- 1955 : Je voyage : La mère de Mostapha
- 1956 : Les dispositions du cœur : Zanouba
- 1957 : Kefaya ya aaine
- 1957 : Le meurtre et la punition  : La mère de Nabil
- 1957 : Port Sahid : La grand-mère
- 1959 : Inspecteur de police : Mabrouka
- 1959 : L'amour dans l'amour
- 1959 : Pitié de mon amour : La mère de Raafate
- 1960 : Les filles et l'été
- 1961 : L'Étudiante
- 1961 : Les 7 filles  : La mère de Samir
- 1962 : La femme numéro 13  : La mère de Mourad
- 1962 : Rendez-vous dans la tour
- 1962 : Wafaa pour toujours  : La grand-mère (Néna)
- 1963 : Les années de l'amour  : Zeinab
- 1964 : Le prix de l'amour : La grand-mère
- 1965 : A la recherche de l'amour : Nafissa
- 1965 : La religieuse
- 1966 : L'ennemi des Femmes
- 1966 : Trop petite pour l'amour (film en couleur) : La grand-mère (Néna)
- 1978 : Alexandrie Pourquoi ? : La grand-mère (Néno)

## Théâtre
- 1958 : Le petit aigle
- 1952 : El Zabaaeh : Noriska, la femme de Hamam (à partir du 19 octobre 1952)
- 1950 : Asdekouna Eladaa : Fawzeya Hanem (de 1949 à 1950)
- 1948 : Kefaya ya aaiene
- 1946 : Fou de Laïla
- 1936 : Taguer El Bondokeya
- 1924 : Elgah Elmozayaf : Suzane (à partir du 20 décembre 1924)
- 1917 : Cléopâtre